# マチャアキのガンバレ9時まで!!
『マチャアキのガンバレ9時まで!!』（マチャアキのガンバレくじまで）は、1974年10月2日から1975年3月26日まで日本テレビ系列局で放送されたバラエティ番組。放送時間は毎週水曜 20:00 - 20:55 (JST) 。

## 概要
堺正章と研ナオコがメイン司会の公開番組。その他のレギュラーは、車だん吉、小林麻美、伊藤一葉、ポピーズ、奈津あつし（子役）、松村みゆき（子役）、クシャおじさんほか。
低迷していたドラマ枠に、当時絶頂期であった堺をメインとする番組を投入。最終回には秋に再開とのアナウンスがあったがその後の復活は無い。ところが半年後には、他局で堺メインの公開番組『マチャアキ!するぞー ⇒ マチャアキ!するぞー びっくり大喜劇』（1975年10月 - 1976年3月、フジテレビ系列）が放送された。一方この番組の流れは、その後堺と研がレギュラー出演する『カックラキン大放送!!』（1975年4月 - 1986年3月、日本テレビ系列）へ承継された。後述の“尻間千太郎”も1978年3月まで歌のコーナーに出演していた。
ブリッジで登場する“クシャおじさん”はこの番組からブレイクしたが、『東芝ファミリーホール特ダネ登場!?』が初登場。

## 番組の構成
- タイトルコール（ヨイヤサ音頭を歌った後、堺正章と観客が「マチャアキのガンバレ9時まで!!」と叫ぶ。この時タイトルロゴの「9」の中の時計が8時から9時に変わる）
- オープニング（｢イチ、ニ、サン、シ、ゴ、ロク、シチ、ハチ、9時までガンバレ、ガンバレ9時まで!!｣）
- ガンバレの準備体操（「ネコふんじゃった」の演奏にあわせて振り付け。最後にはずっこけて終わり）
- マチャアキの新喜劇（シチュエーションコント）
- ゲストの歌（1）（2）
- ナオコのチビッコ歌合戦（一般視聴者のチビッコの歌と、堺正章演じる少年“尻間千太郎”がグリグリ眼鏡におかっぱ頭で登場。尻間が「いけませんかぁ!」と言うギャグが有る）
- ゲストの歌（3）
- ショートコントのコーナー（マチャアキのオンステージ、堺正章と小林麻美の外科医コント、風船割りほか）
- レギュラーの歌（ポピーズ、小林麻美、堺正章）
- ヨイヤサ踊り合戦
- クロージング（ヨイヤサ音頭で、｢なんもかんもわすれて踊ろうじゃないか、ヨイヤサのヨイヤサ〜｣）

## ヨイヤサ踊り合戦
- 番組最大の名物コーナー。それぞれ5名で構成された素人集団2チームが「チャンピオン」と「挑戦者」に分かれて、ヨイヤサ音頭[1]に合わせて踊りを競う。なお、第1回目や前週5週勝ち抜きチームが出た時は、双方が「挑戦者」となる。
- チャンピオンはステージ右、挑戦者はステージ左に陣取ったところで、（堺）「○○○、○○○（週替わりの台詞）、なんもかんも忘れて踊ろうじゃないか、ヨイヤサのヨイヤサ!」（観客）「ヨイヤサのヨイヤサ!」の掛け声とともに、まず一人目から踊り出す。
- 途中で「ウ〜ウ〜」と音がしたら一人ずつ交代して踊り、最後は5人全員で踊る。
- 終わったら、堺の「さあ、挑戦者かチャンピオンか、どっちだァ!!」の掛け声とともにスタッフによる審査が行われ、ステージ裏のランプが付いた方が1週勝ち抜き、ヘンデル作曲「見よ、勇者は帰る」の音楽（ただし、途中で変なリズムに変わる）とともに賞金を獲得する。そして見事5週勝ち抜くと、ステージ上のくす玉が割れて、風船・紙吹雪・紙テープが舞い、優勝賞金を獲得して終了となる。
- その後は間髪入れず、堺の「×××、×××（これも週替わり）、なんもかんも忘れて踊ろうじゃないか、ヨイヤサのヨイヤサ!」とともに、両チームや全出演者が踊りながらエンディングへを迎えた。
- 賞金は、1週勝ち抜け5万円、2週連続勝ち抜け15万円、3週連続勝ち抜け30万円、4週連続勝ち抜け50万円、5週連続勝ち抜け100万円。

## エピソード
1975年3月26日、中野サンプラザでの番組最終回生放送のリハーサル中、楽屋荒らしの常習犯が2階の楽屋に侵入していたところを番組出演予定の和田アキ子が取り押さえ、警備員に引き渡す事件があった。当時の和田アキ子は柔道初段、空手8段。警視総監賞（感謝状）が贈られた。

## スタッフ
- 制作：井原高忠
- チーフプロデューサー：笈田光則
- プロデューサー：花見赫、岡崎和彦、遠藤克彦
- 演出：白井荘也、赤尾健一
- ディレクター：面高昌義、五歩一勇、棚次隆、庄司文雄、中西邦夫
- 構成：出倉宏、玉井冽、福地美穂子、中原薫、源高志
- 音楽：宮川泰
- 制作協力：田辺エージェンシー
- 製作著作：日本テレビ